# BWH (漫画)
『BWH』（ベルウッドハウス）は、花見沢Q太郎による日本の漫画作品。『ウルトラジャンプ』（集英社）において、2000年3月号から2002年8月号まで連載された。全30話。単行本はヤングジャンプ・コミックスより全3巻刊行。

## 概要
『冒険どきの私達伝説』以来の『ウルトラジャンプ』での連載。本編と共に、企画ページ「スリーサイズ島」が掲載され、本作の舞台・登場人物設定や、作者の制作日記、読者のイラスト等が紹介された。近況報告4コマ漫画は、単行本巻末に収録されている。

## ストーリー
1-10話（1巻）
地元の高校が廃校となったスギナミユイは、犬台女子高等学校転入に伴い、学校寮・BWHに入ることに。期待と不安が入り混じる中、ようやく辿り着いたBWHではいきなり果たし状を叩きつけられる。ユイの波乱に満ちた寮生活が始まった。
11話以降（2-3巻）
春になり、犬台女子高に新入生が入学。BWHもスミダマイ、ネコヤナギマリン、アオヤマミズチといった個性豊かな新寮生を迎え、新たな波乱の予感。

## BELL WOOD HOUSE
犬台女子高等学校寮、通称・略称はBWH。鉄筋3階建てで、1階が食堂を兼ねる大広間や浴場等の共同スペース、2階と3階が居住スペースとなっており、3階の階段から屋上に出られる。各階5部屋、計10部屋あり、本来は4人部屋のため最大40人が住めるが、学校全体で生徒数が減っていることも相まって個室の者もいる。寮長は寮生から選ばれる。土曜は食事が出ない。隣は教師らの独身寮。マユやレイコらが1年生の頃は「鈴木寮」という名前で、未だこちらの名前で呼ぶ近隣住民もいる。レイコによると、当時は番長のような寮長の元で自由も平等もない暗黒の寮生活を送っていたが、マユがその寮長との対決に勝って以降、可愛い快適なBWHになったとのこと。

## 登場人物

### BWH寮生
スギナミ ユイ
BWH新入生。鳥居島の花見高校が廃校になったため、本土の犬台女子高に転入。ユイがBWHに入寮するところから物語が始まる。気が弱くおっとりした性格をしており、料理上手だが作る量の加減ができない。担任のミナトに一目惚れ。2巻からは寮長。
アサガヤ イズミ
ユイ、キリコと同学年で同室。活発で運動神経抜群な、いつも笑顔の食いしん坊。神出鬼没・行動予測不能で、入寮初日のユイにキリコが紹介して曰く、「ちょっと変わった子」。気に入った人に噛み付く癖がある。
キュウビ キリコ
ユイ、イズミと同学年で同室。ふくよかな体型で見た目通りの大食い。人の気持ちを察するのが上手。いろいろとズレているイズミとは異なり、恋愛その他におけるユイの良き相談相手でもある。
スミダ マユ
BWH寮長。2巻以降は犬台女子高生徒会長。責任感が強く、きっちりとした性格で曲がったことが嫌い。進級前の1巻、進級後の2巻以降も3年生であるが、コミックの折り返しに描かれたマユ本人曰く「気のせい」。
シナガワ アサヒ / タブチ ヒカリ
マユらの1学年上で悪人顔の2人。シナガワは「性格の悪い赤毛のアン」、タブチは「ピエールって感じの顔」と言われ恐れられているが、マユには逆らえない。2人は同室で、その部屋は見た目に似合わず非常にラブリー。
イトウ レイコ
マユらの2学年上。面倒見の良い優しい最上級生で、皆から慕われている。IQ135の頭脳を持つ学校一の天才。女の子が好きな人で、密かに可愛い下級生を狙っている。マイやマリンらと入れ替わりで高校を卒業。
ハコザキ
ミナトに憧れていたためユイとミナトの関係を妬んでいたが、ミナトの高校時代の失恋話を聞いて気持ちを整理。マイやマリンらと出番が入れ替わる。
スミダ マイ
ユイらの1学年下でマリン、ミズチと同室。マユの妹。アルセーヌという名前の蟹の友達を持つ。天然のアホだがスポーツ万能で騒ぎたがり。可愛い子を見るとどんなパンツを履いているか気になる。
ネコヤナギ マリン
ユイらの1学年下でマイ、ミズチと同室。人形のように可愛く、ちやほやされるのが大好きな目立ちたがり。ネコヤフーズの社長令嬢であるが、会社が倒産して家も売られたため、寮のある公立の犬台女子高に入る。
アオヤマ ミズチ
ユイらの1学年下でマイ、マリンと同室。他の新入生から遅れて入寮。マイを敵視している。32代続いた忍者の家系であり、自身も忍者修行中。道着・袴姿でゴザル口調。

### その他
ミナト ヒロタケ
ユイらの担任教師。教え子思いの優しい先生で、生徒に結構人気がある。部屋にポスターを貼る程のギャルゲー好きで、コスプレもする。次第にユイに惹かれていく。
オオタ
養護教諭。ミナトとは学生時代からの付き合い。ミナトの友達との結婚、離婚を経て保健室の先生となる。BWHのOG。
タモツ
ユイの小学校の同級生。漁師であり、副業として農業も営む。中学のときユイに告白したが失敗。ユイを探して犬台女子高を訪ねる。
イマエダ
ネコヤナギ家の執事。マリンの父に大恩があり、会社倒産後もアルバイトをしながらネコヤナギ家に仕える。
虎ノ門
マユの中学時代の後輩。中学の頃からマユが好き。マユは口では困ると言っているが、満更でもない様子。
マサハル
県下一のお金持ち校である玉石高校の生徒。カナヅチ。川に流された飼い犬のペソを助けたマイに惚れ、告白して付き合い始める。マイの感性や人並み外れた体力に平気で付いて行く。

## 単行本
1. BWH vol.1 ISBN 4-08-876129-4 (2001/3/19)
2. BWH vol.2 ISBN 4-08-876236-3 (2001/11/19)
3. BWH vol.3 ISBN 4-08-876349-1 (2002/9/19)